# Astochia maculipes
Astochia maculipes là một loài ruồi trong họ Asilidae. Astochia maculipes được Walker miêu tả năm 1855. Loài này phân bố ở miền Ấn Độ - Mã Lai.